# فيليب هوسينير
فيليب هوسينير (بالألمانية: Philipp Hosiner)‏ (15 مايو 1989 آيزنشتات النمسا - ) هو لاعب كرة قدم نمساوي، يلعب كمهاجم.

## وصلات خارجية
فيليب هوسينير على موقع الاتحاد الأوربي (الإنجليزية)
- فيليب هوسينير على موقع قاعدة بيانات كرة القدم.إي يو (الإنجليزية)
- فيليب هوسينير على موقع بيانات كرة القدم. دي إي (الألمانية)
- فيليب هوسينير على موقع ناشيونال فوتبول تيمز (الإنجليزية)
- فيليب هوسينير على موقع Soccerway.com (الإنجليزية)
- فيليب هوسينير على موقع عالم كرة القدم.نت (الإنجليزية)
- فيليب هوسينير على موقع AS.com (الإسبانية)